# Dronningborg (Randers)
 For alternative betydninger, se Dronningborg. (Se også artikler, som begynder med Dronningborg)
Dronningborg er en bydel i Randers, beliggende 3 km nordøst for Randers centrum. Bydelen har navn efter Dronningborg Slot og Dronningborg Gods.

## Kirke, sogn og bydel
Antallet af indbyggere i bydelen opgøres ikke særskilt, men Dronningborg Sogn har 4.582 indbyggere  (2024). Først i 1954 blev Dronningborg Kirke opført. Dronningborg var tidligere det "østre landdistrikt" i Sankt Mortens Sogn (Randers). Distriktet var frem til 1970 en selvstændig sognekommune.
Bydelen er ikke helt sammenfaldende med sognet. Begge grænser ned mod Dronningborg Bredning i Randers Fjord, hvor Dronningborg Bådelaug ligger. Randers Kommune trækker i kommuneplanen bydelens vestgrænse ved Ladegårdsbækken, der også er sognegrænse. Regionshospitalet Randers med 1.800 ansatte ligger således ikke i Dronningborg, selvom det ligger i kvarteret omkring Dronningborg Boulevard.

## Faciliteter
Rismølleskolen har 543 elever, fordelt på 0.-9. klassetrin. SFO er et fritidstilbud for børn i 0.-3. klasse og benyttes af 165 børn om morgenen og 105 om eftermiddagen. Skolen har to gymnastiksale og en svømmehal. Dronningborg Idrætscenter med Dronningborghallen ligger uden for byen og benyttes bl.a. af fodbold- og håndboldklubben Dronningborg Boldklub.
Bydelen rummer børnehusene Rismøllen og Himmeldalen. Center Dronningborg huser 21 plejeboliger og 18 boliger med kald.

## Historie

### Scandia
Vognfabrikken Scandia var i sin storhedstid den største arbejdsplads i Randers. Den blev etableret på Toldbodgade i 1861 af det britiske konsortium Peto, Brassey and Betts, som anlagde de første jernbaner i Jylland. Fabrikken hed oprindeligt Hvide Mølle, fra 1869 Randers Jernbanevogn Fabrik og fra 1876 Scandia.
I 1901 beskrives Scandia og Dronningborg således: "Fabrikken „Scandia“ for Tilvirkning af Jærnbane- og Sporvognsmateriel, m. m. (den købte 1896 Ejendommen Marienlyst Ø. for Tøjhushaven,...), et Aktieselskab, opr. 1876, Aktiekapit. 950,000 Kr.; i 1900 beskæftigedes gnmstl. 376 Mand, og der afleveredes 308 Godsvogne, 37 Truckpersonvogne, 18 Personvogne, 2 Bagage-, 4 Pak-, 2 Post- og 2 Afkølingsvogne, 1 Kongevogn med Bagagevogn samt 4 Sneplove." "Siden 1895 er opf. en Del Huse, til Dels beboet af Arbejdere paa Fabrikken Scandia, som nu ligger i Distriktet"
Thomas B. Thrige overtog fabrikken i 1934, og hans fond ejede den indtil 1988, hvor den stadig arbejdede ihærdigt på at færdiggøre sin sidste større togleverance, DSBs IC3-tog. Herefter fulgte flere ejer- og navneskifter, senest blev den i 2001 solgt til canadiske Bombardier, som i oktober 2015 satte fabriksgrunden til salg.

### Dronningborg Maskinfabrik
Dronningborg Maskinfabrik blev grundlagt i 1894. Den producerede rensemaskiner til landbruget, tærskeværker og fra 1958 mejetærskere. Den ejes i dag af amerikanske AGCO A/S og er udelukkende en samlefabrik.

### Jernbanen
Randers-Hadsund Jernbane 1883-1969 gik gennem Dronningborg. I 1904 blev der oprettet et trinbræt hvor banen krydsede Dronningborg Alle, som er adgangsvej til Dronningborg Gods. I maj 1952 fik Dronningborg et mere centralt beliggende trinbræt på "trekanten" mellem Udbyhøjvej og Tjærbyvej.
Efter nedlæggelsen af banen overtog DSB sporet mellem Randers og Dronningborg som en del af Randers Havnebane for stadig at kunne betjene de to store godskunder Scandia og Dronningborg Maskinfabrik, som Hadsundbanen havde haft sidespor til. Sporet er åbent ud til Bombardier, hvor enkelte lejere stadig opererer. Videre frem til Dronningborg Maskinfabrik er skinnerne bevaret nogle steder. Fra Dronningborg Idrætscenter er banetracéet bevaret som en 7½ km lang sti til Spentrup.
- IC4-tog ved Bombardier set gennem jernbaneporten
- På denne trekant lå Dronningborg trinbræt fra 1952
- Skinnerest ved Dronningborg Maskinfabrik
- Ved Dronningborg Idrætscenter starter stien til Spentrup